# Бармалей (сказка)
«Бармалей» — детская сказка в стихах Корнея Чуковского. Опубликована в 1925 году.

## Сюжет
Папочка и мамочка, сидя под деревом, категорически не велят Тане и Ване ходить гулять в Африку: «В Африке акулы, в Африке гориллы, в Африке большие злые крокодилы будут вас кусать, бить и обижать». Особенно опасна Африка потому, что там живёт разбойник, злодей и людоед по имени Бармалей.
Однако дети не послушали родителей и, дождавшись, пока те заснут, убежали в Африку. Поначалу пребывание в Африке было для них исключительно весёлым и интересным: они срывали фиги и финики, покатались на носороге, «со слонами на ходу поиграли в чехарду». Детей не испугала горилла, которая показала им на акулу и спросила: «Вы к акуле Каракуле не хотите ли попасть прямо в пасть»? Однако дети в ответ на это погрозились избить акулу кирпичом, кулаком и каблуком, и та «со страху утонула».
Продолжая шалить, дети начинают щекотать бегемота по брюху, и он «не стерпел такой обиды, убежал за пирамиды» и начал громким голосом звать Бармалея, чтобы тот расправился с этими детьми. После этого появляется Бармалей, который «на всю Африку поёт»:

Я кровожадный,

Я беспощадный,

Я злой разбойник Бармалей!

И мне не надо

Ни мармелада,

Ни шоколада,

А только маленьких,

Да, очень маленьких

Детей!

Он ловит Танечку и Ванечку и зажигает костёр, крича «Карабас! Карабас! Пообедаю сейчас!», не слушая детей, которые умоляют его отпустить их.
В этот момент на аэроплане прилетает добрый доктор Айболит, который вежливо просит Бармалея отпустить детей, но разбойник бросает в костёр Айболита, отчего дети начинают горько плакать. В этот момент Горилла приводит Крокодила, который глотает Бармалея по просьбе Айболита. После того, как по просьбе детей крокодил его выпускает, Бармалей перевоспитывается; дети забирают его с собой в Ленинград, где он печёт и раздаёт детям пироги, крендели и пряники.

## Экранизации
- Мультфильм «Бармалей» (Союзмультфильм, СССР, 1941), реж. Леонид Амальрик, Владимир Полковников.
- Мультфильм «Айболит и Бармалей» (Союзмультфильм, СССР, 1973), реж. Наталия Червинская.
- Мультфильм «Доктор Айболит» (Киевнаучфильм, СССР, 1984—1985), реж. Давид Черкасский. Мультфильм снят по мотивам также и других сказок Чуковского.